# 彼得拉拉塔站
彼得拉拉塔站（義大利語：Pietralata）是羅馬地鐵的一個車站。彼得拉拉塔站開通於1990年12月8日，是羅馬地鐵B線的一個地下車站。車站本來計劃使用Feronia作為站名，但在開通前改為現在的站名。

## 外部連結
维基共享资源上的相關多媒體資源：彼得拉拉塔站
- http://www.atac.roma.it/index.asp?p=1&i=56&o=0&a=4&tpg=9&NUM=MBA&st=90046 （页面存档备份，存于）